# Transformée de Cramér
Pour les articles homonymes, voir Cramer.
En mathématiques et plus particulièrement en théorie des probabilités, la transformée de Cramér (du mathématicien Harald Cramér) correspond à la transformée de Legendre-Fenchel de la fonction génératrice des cumulants d'une loi de probabilité. 
Cette notion intervient dans l'étude de grandes déviations. Plus précisément, la transformée de Cramér constitue la fonction de taux dans le théorème de Cramér.

## Définitions

### Définition pour une loi sur les réels
Soit {\displaystyle X} une variable aléatoire réelle de loi {\displaystyle \mu }. Notons {\displaystyle K} la fonction génératrice des cumulants de {\displaystyle X}, c'est-à-dire :
{\displaystyle K(t)=\ln \mathbb {E} [e^{tX}]\in \mathbb {R} \cup \{+\infty \}~~~\forall t\in \mathbb {R} }.
La transformée de Cramér de {\displaystyle \mu }, notée {\displaystyle K^{*}}, est la transformée de Legendre de {\displaystyle K}, c'est-à-dire :
{\displaystyle K^{*}(x)=\sup _{t\in \mathbb {R} }\,\{tx-K(t)\}\in \mathbb {R} _{+}\cup \{+\infty \}~~~\forall x\in \mathbb {R} }.

### Définition pour un espace euclidien
On peut généraliser la définition dans le cas où {\displaystyle X} est à valeurs dans {\displaystyle \mathbb {R} ^{d}}. Dans ce cas la fonction génératrice des cumulants {\displaystyle K} devient :
{\displaystyle K(t)=\ln \mathbb {E} [e^{\langle t,X\rangle }]\in \mathbb {R} \cup \{+\infty \}~~~\forall t\in \mathbb {R} ^{d}}
où {\displaystyle \langle \cdot ,\cdot \rangle } désigne le produit scalaire canonique sur {\displaystyle \mathbb {R} ^{d}}. La transformée de Cramér de {\displaystyle \mu } est alors la transformée de Legendre-Fenchel de {\displaystyle K}, c'est-à-dire :
{\displaystyle K^{*}(x)=\sup _{t\in \mathbb {R} ^{d}}\,\{\langle t,x\rangle -K(t)\}\in \mathbb {R} _{+}\cup \{+\infty \}~~~\forall x\in \mathbb {R} ^{d}}.

### Définition pour un espace localement convexe séparé
On peut pousser encore la généralisation dans le cas où {\displaystyle X} est à valeurs dans un espace localement convexe séparé {\displaystyle {\mathcal {X}}} muni de sa tribu borélienne. Dans ce cas la fonction génératrice des cumulants {\displaystyle K} devient :
{\displaystyle K(t)=\ln \mathbb {E} [e^{\langle t,X\rangle }]\in \mathbb {R} \cup \{+\infty \}~~~\forall t\in {\mathcal {X}}'}
où {\displaystyle {\mathcal {X}}'} désigne le dual topologique de {\displaystyle {\mathcal {X}}} et {\displaystyle \langle t,X\rangle =t(X)}. La transformée de Cramér de {\displaystyle \mu } est alors la transformée de Legendre-Fenchel de {\displaystyle K}, c'est-à-dire :
{\displaystyle K^{*}(x)=\sup _{t\in {\mathcal {X}}'}\,\{\langle t,x\rangle -K(t)\}\in \mathbb {R} _{+}\cup \{+\infty \}~~~\forall x\in {\mathcal {X}}}.

## Propriétés
- La transformée de Cramér est toujours positive (elle vaut éventuellement plus l'infini) et semi-continue inférieurement. C'est donc une fonction de taux.
- La transformée de Cramér est toujours convexe.
- Si {\displaystyle Y=X+c} avec {\displaystyle c\in {\mathcal {X}}} constante alors {\displaystyle K_{Y}(t)=K_{X}(t)+\langle t,c\rangle } et {\displaystyle K_{Y}^{*}(x)=K_{X}^{*}(x-c)}.
- Si {\displaystyle Y=aX} avec {\displaystyle a\in \mathbb {R} ^{*}} constante alors {\displaystyle K_{Y}(t)=K_{X}(at)} et {\displaystyle K_{Y}^{*}(x)=K_{X}^{*}(x/a)}.

## Exemples
| Loi               | Paramètres                                        | Fonction génératrice des cumulants {\displaystyle K} | Transformée de Cramér {\displaystyle K^{*}} |
| ----------------- | ------------------------------------------------- | ---------------------------------------------------- | --- |
| Loi de Bernoulli  | {\displaystyle p\in \left]0,1\right[}             | {\displaystyle \ln(pe^{t}+1-p)}                      | {\displaystyle \left\{{\begin{array}{ll}x\ln \left({\frac {x}{p}}\right)+(1-x)\ln \left({\frac {1-x}{1-p}}\right)&{\text{ si }}x\in [0,1]\\+\infty &{\text{ sinon}}\end{array}}\right.}  |
| Loi de Rademacher |                                                   | {\displaystyle \ln \cosh(t)}                         | {\displaystyle \left\{{\begin{array}{ll}{\frac {1+x}{2}}\ln \left(1+x\right)+{\frac {1-x}{2}}\ln \left(1-x\right)&{\text{ si }}x\in [-1,1]\\+\infty &{\text{ sinon}}\end{array}}\right.} |
| Loi de Poisson    | {\displaystyle \lambda >0}                        | {\displaystyle \lambda (e^{t}-1)}                    | {\displaystyle \left\{{\begin{array}{ll}\lambda -x+x\ln \left({\frac {x}{\lambda }}\right)&{\text{ si }}x\geq 0\\+\infty &{\text{ sinon}}\end{array}}\right.}                            |
| Loi exponentielle | {\displaystyle \lambda >0}                        | {\displaystyle {\frac {t}{\lambda }}-1}              | {\displaystyle \left\{{\begin{array}{ll}\lambda x-1-\ln \left(\lambda x\right)&{\text{ si }}x>0\\+\infty &{\text{ sinon}}\end{array}}\right.}                                            |
| Loi normale       | {\displaystyle m\in \mathbb {R} ,\,\sigma ^{2}>0} | {\displaystyle mt+{\frac {\sigma ^{2}t^{2}}{2}}}     | {\displaystyle {\frac {(x-m)^{2}}{2\sigma ^{2}}}} |